# 瓦莱里·马太
瓦莱里·马太（法語：Valérie Maltais，1990年7月4日—），是加拿大著名的女子短道速滑运动员。她是2012年世界短道速滑锦标赛全能亚军。

## 职业生涯
- 2012年世界短道速滑锦标赛中，马太获得3000米金牌和1000米铜牌，并获得全能亚军。
- 2014年索契冬奥会上获得3000米接力银牌，并在女子1000米比赛中打破中国运动员王濛保持的奥运会纪录。
- 2022年冬季奧林匹克運動會上获得女子團體追逐金牌。[1][2]